# Rajko Koritnik
Rajko Koritnik, slovenski tenorist, operni in koncertni pevec in pedagog, * 24. avgust 1930, Lozice, † 18. avgust 2007, Lozice.
Skoraj tri desetletja je bil nepogrešljiv član ljubljanske opere, ki je navduševal s svojim lepim, mehko obarvanim glasom. Od začetka kariere je nastopal le v velikih vlogah in bil izjemno priljubljen po celotni Jugoslaviji. 

## Življenje
Rajko Koritnik se je rodil 24. avgusta 1930 na Lozicah na Primorskem, kot prvi od štirih otrok očetu Matiji in mami Ivani. Že od rane mladosti je rad prepeval in sodeloval v moškem pevskem zboru Lipa - danes poznan kot pevski zbor Srečka Kosovela. Leta 1954 se je preselil v Kamnik, kjer je leto kasneje zanj slišal profesor na Akademiji za glasbo v Ljubljani Ado Darian. Koritnika je povabil na oddajo "Pokaži kaj znaš", kjer je z italijansko pesmijo Mamma son tanto felice osvojil prvo nagrado. Jeseni leta 1955 je bil sprejet v razred Ada Dariana na Srednjo glasbeno šolo v Ljubljani. Po smrti Dariana je študij petja privatno nadaljeval pri Vekoslavu Janku. K študiju petja je pritegnil tudi najmlajšega brata baritonista Staneta Koritnika, s katerim sta pogosto nastopala skupaj, tako na odru ljubljanske opere kot tudi drugje.    
28. novembra 1960 je v ljubljanski operi debitiral v vlogi Maria Cavaradossija v Puccinijevi operi Tosca. Vodstvo ljubljanske opere mu je takoj ponudilo redni angažma in zvest ji je ostal vse do leta 1988 - od upokojitve leta 1980 je namreč še 8 let sodeloval kot gost.
Po upokojitvi je od leta 1983 pa vse do svoje smrti poučeval petje. Med njegovimi učenci so bili med drugimi: solista ljubljanske opere baritonist Marko Kobal in tenorist Matej Vovk, tenorist Jože Oblak, baritonist Silvo Škvarč ter Jerica Rudolf.
Leta 1982 je za svoje delo prejel nagrado mesta Ljubljane, leta 1992 pa Betettovo nagrado.

## Delo
V svoji karieri je poustvaril 72 različnih vlog. Izkazal se je kot vsestranski pevec, saj je pel tako lirske kot tudi številne bolj dramatične vloge. Že v začetku kariere je nastopal le v velikih vlogah, kot so Pollione v (Norma), Nadir (Lovci biserov), Don Carlos (Don Carlos) in vojvoda Mantovski (Rigoletto).  Zelo rad je nastopal tudi v vlogah slovanskih in predvsem slovenskih oper kot so Franjo v Gorenjskem slavčku, Ivo v Ekvinokciju, Alberto v Lepi Vidi, Gjuro Mogajič v Matiji Gubcu in Hagart v Švarovem Oceanu. Največkrat je nastopil v vlogi Ernesta v Donizettijevi operi Don Pasquale s katero je več kot 400-krat nastopil po raznih krajih Slovenije in zamejstvu. 
Z izjemo Novega Sada in Splita je pel na vseh jugoslovanskih odrih. Z ljubljansko Opero je nastopal v Italiji, v tedanji Sovjetski zvezi, Češkoslovaški, v Avstriji, gostoval pa je tudi v Nemčiji (Stuttgart, Mannheim, Bayreuth), Švici (Zürich, Winterthur) ter v Belgiji in na Nizozemskem. Osem let je bil reden gost opernega festivala v Pulju in Opatiji. V vsej svoji karieri je nastopil v več kot 1600 predstavah.
Skozi vso kariero je nastopil na mnogih brezplačnih in dobrodelnih koncertih. Vzgojo novega občinstva je imel za najvažnejšo nalogo in ni mu bil težko peti za mladino, ostarele po domovih, po bolnišnicah, za zaposlene po tovarnah in ustanovah. Skupno je odpel prek 2300 koncertov.
Za RTV Slovenija je v celoti posnel Puccinijevo Tosco, Smetanovo Prodano nevesto, Donizettijevo opero Don Pasquale, Massenet-jevo Manon, Mascagnijevo Cavallerio rusticano, Savinovi operi Lepa Vida in Matija Gubec, Hindemithovo Tja in nazaj, Musorgskijevo opero Boris Godunov, Švarov Ocean, ter Verdijevi operi Falstaff in Moč usode. Med drugim je posnel tudi izbrane odlomke iz Tijardovičeve operete Mala Floramye. Za RTV Slovenija je posnel vrsto opernih arij in duetov, skupaj s pianistom Andrejem Jarcem pa tudi cikel samospevov Šest ljubezenskih Karla Pahorja. Za tržaški RAI je posnel samospeve Rada Simonitija, Antona Lajovica ter nekaj arij in duetov.
Leta 2002 je ZKP RTV Slovenija izdala posnetek celotne Puccinijeve Tosce posnete leta 1966 z Vando Gerlovič, Rajkom Koritnikom in Samom Smerkoljem v glavnih vlogah, leta 2007 pa še album Rajko Koritnik (tenor) - operne arije in duet.